# Républicanisme

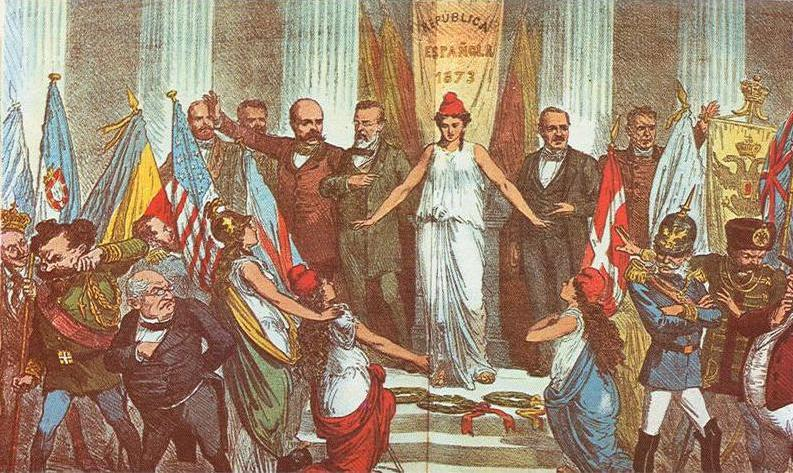
Caricature de Tomás Padró paru dans la revue satirique espagnole La Flaca du 28 mars 1873, qui montre l’appui des républiques du monde (dont la France, les États-Unis et la Suisse) à la Première République espagnole, tandis que les monarchies et empires la rejettent.

Le républicanisme est une idéologie politique centrée sur la citoyenneté dans un État organisé en république. Dans son acception politique, le républicanisme défend l'idée selon laquelle l'objectif d'un État et le sens de son existence, comme de ses décisions, doivent être le bien commun (en latin, res publica : « la chose publique ») et non la prospérité de ses seuls dirigeants.
En tant que conception philosophique de la liberté, le républicanisme pense que cela se traduit par l'absence de la domination d'un monarque. L'être libre serait donc un individu qui ne serait ni dominé par un autre (Dominium) ni par l'État (Imperium) c'est-à-dire d'interférence par autrui.

Pour s'en assurer, le mieux est de ne pas confier l'exercice du pouvoir à une tête couronnée seule, mais à une assemblée représentant la population. La notion de souveraineté populaire découle donc en partie de cette idéologie, bien qu'elle ne lui est pas nécessairement attachée puisqu'une monarchie parlementaire peut être démocratique. Symboliquement, le concept vient faire contrepoids à celui de Royauté. Bien qu'administrativement, la personne publique qu'est l’État se suffit à elle-même, la monarchie lui confère une légitimité nécessaire au peuple pour en accepter l'autorité. De ce fait, soit les institutions démocratiques réduisent les pouvoirs du Roi jusqu'à lui donner un rôle purement figuratif (cas du Royaume-Uni, de la Belgique, des Pays-Bas...), soit elles remplacent le concept de Couronne par celui de Chose Publique, qui n'est plus la prérogative d'un monarque mais de tous les citoyens électeurs.

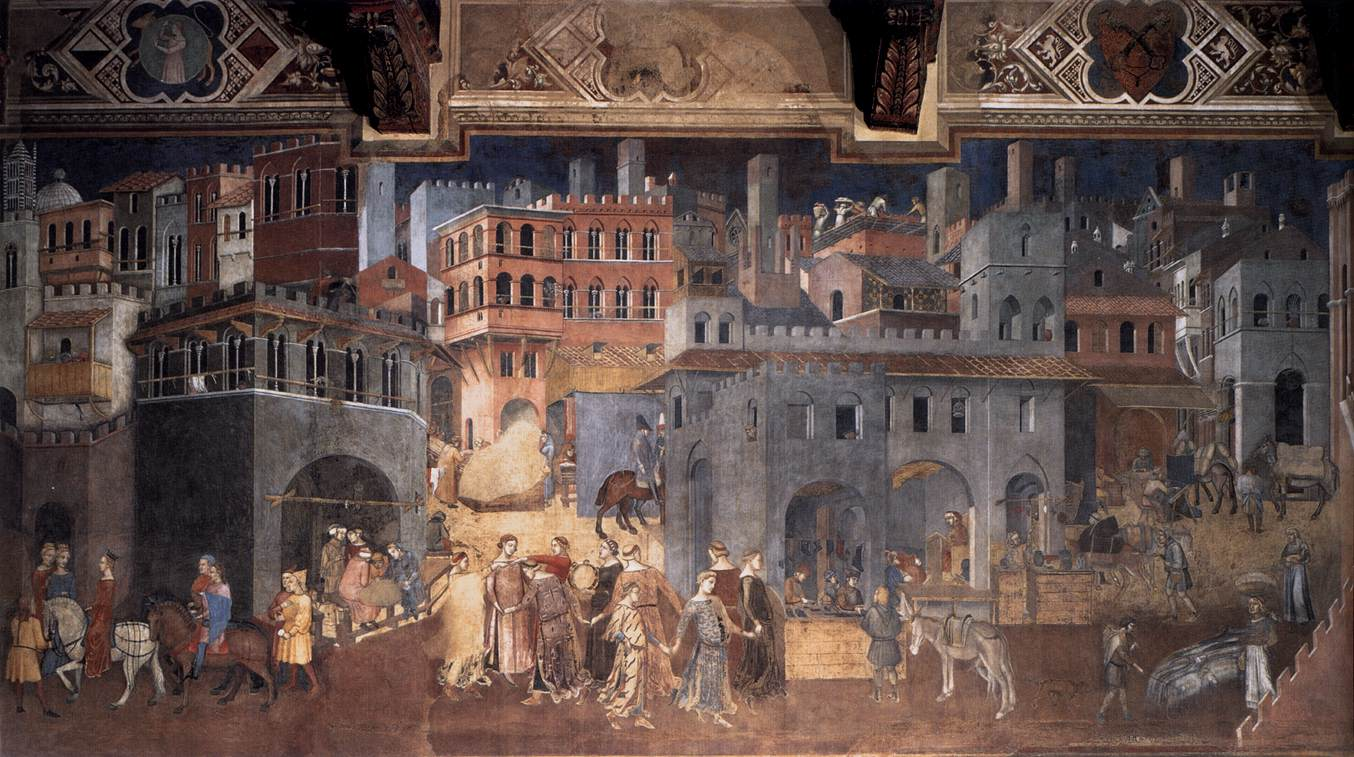
LAllégorie du Bon Gouvernement est une partie d'un ensemble de fresques par Ambrogio Lorenzetti.

Une alternative non démocratique se présente aussi sous la forme du césarisme, dans lequel la République est dirigée par un dictateur non élu, qui agit unilatéralement dans l'intérêt de son peuple en tant que despote éclairé. Bien qu'assez similaire à la monarchie dans ce cas de figure, la différence entre roi et président dictateur réside surtout dans la transmission non systématiquement héréditaire du pouvoir et le soutien nécessaire de l'opinion publique, qui demeure au fondement de la légitimité du souverain.
La notion de « république » remonte à l'Antiquité grecque et romaine, et l'idéologie républicaine moderne a pris des formes légèrement différentes selon qu'elle a été développée aux États-Unis, en France ou en Irlande. À l'époque moderne, le républicanisme s'oppose à d'autres idéologies politiques telles que le monarchisme, l'autoritarisme et le despotisme.

## Histoire du républicanisme

### Républicanisme classique

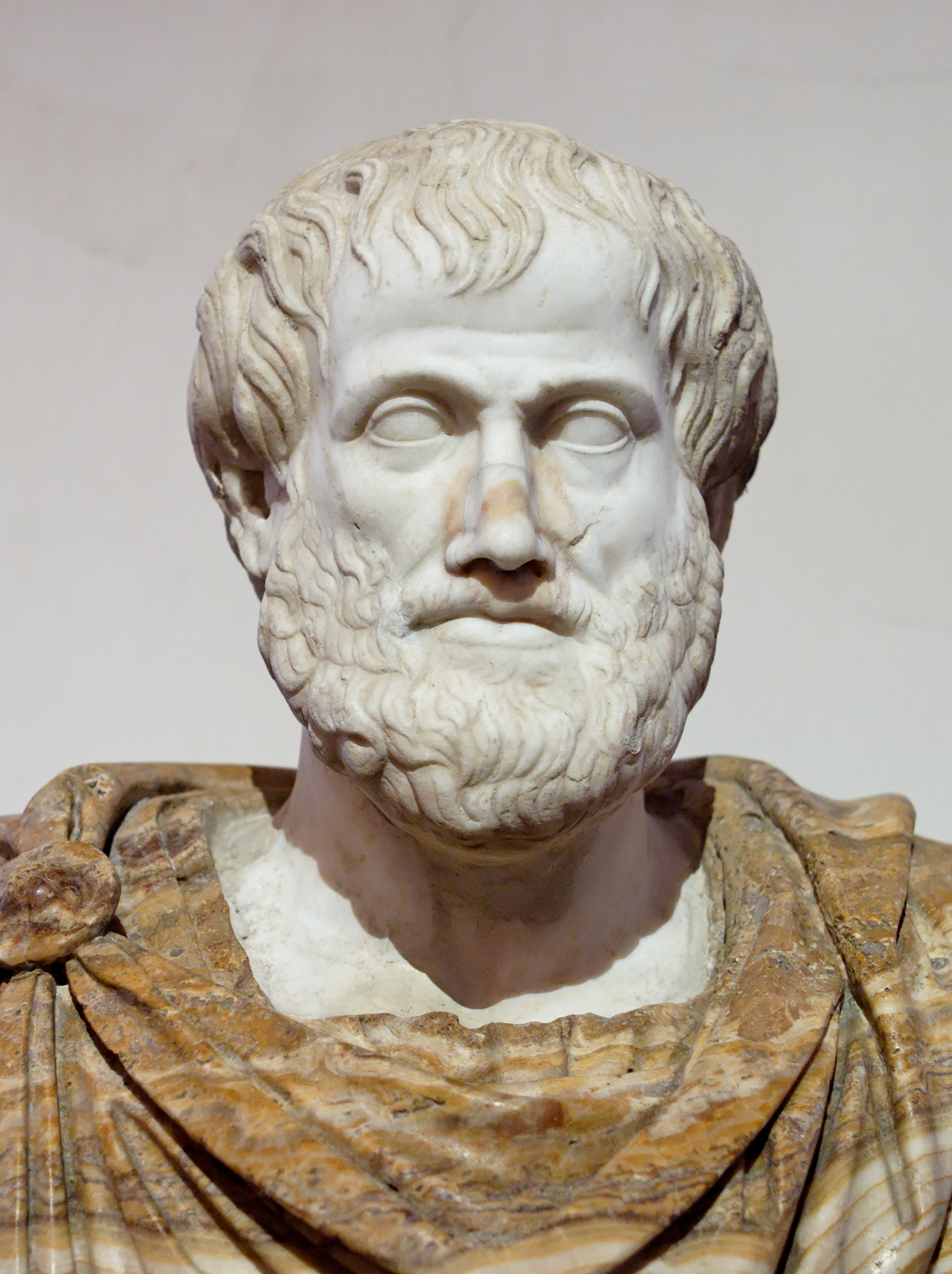
Sculpture d'Aristote

Déjà dans le monde antique, les philosophes et historiens développaient les concepts que nous allions de nos jours connaître sous le terme de républicanisme. Que ce soit l'importance portée sur les vertus civiques, la constitution mixte. Ce sont des idées déjà présentes chez Platon (la vertu civique est un thème important de La République), Aristote et Polybe.
Le concept grec de politeia fait référence au concept latin de res publica, la chose publique.
La tradition classique du républicanisme donne une importance fondamentale à l'idée d'autonomie. Pour eux, le citoyen, c'est-à-dire l'homme libre, devait être autonome. La liberté est conçue comme étant le fait de l'indépendance de l'individu face aux autres et aux nécessités du monde. Cette indépendance se traduit, sur le plan de la propriété, par une distance avec le monde matériel. Les classiques n'avaient avec les biens matériels qu'un rapport instrumental et utilitaire, mais nécessaire. L'individu doit se vêtir, se nourrir et se loger, mais ce ne sont pas des activités qui donnent sens à l'existence. C'est pour cette raisons qu'ils rejetaient l'activité commerciale tout comme le travail comme étant des activités indigne d'un homme réellement libre.
Le républicanisme classique donne aussi une grande importance à la vertu. Les républicains classiques tels que Cicéron et Aristote considéraient que la propriété était une condition nécessaire à la vertu, car quiconque devait travailler de ses mains pour gagner sa vie n'était pas en condition de pouvoir développer la vertu. Celle-ci ne pouvait s'acquérir en réalisant la vraie nature de l'homme, c'est-à-dire en s'impliquant politiquement dans la cité. Cicéron affirmait même que le travail manuel avait un potentiel corrupteur et pouvait, par habitude, vicier le caractère de l'individu.

### Républicanisme de la renaissance et moderne

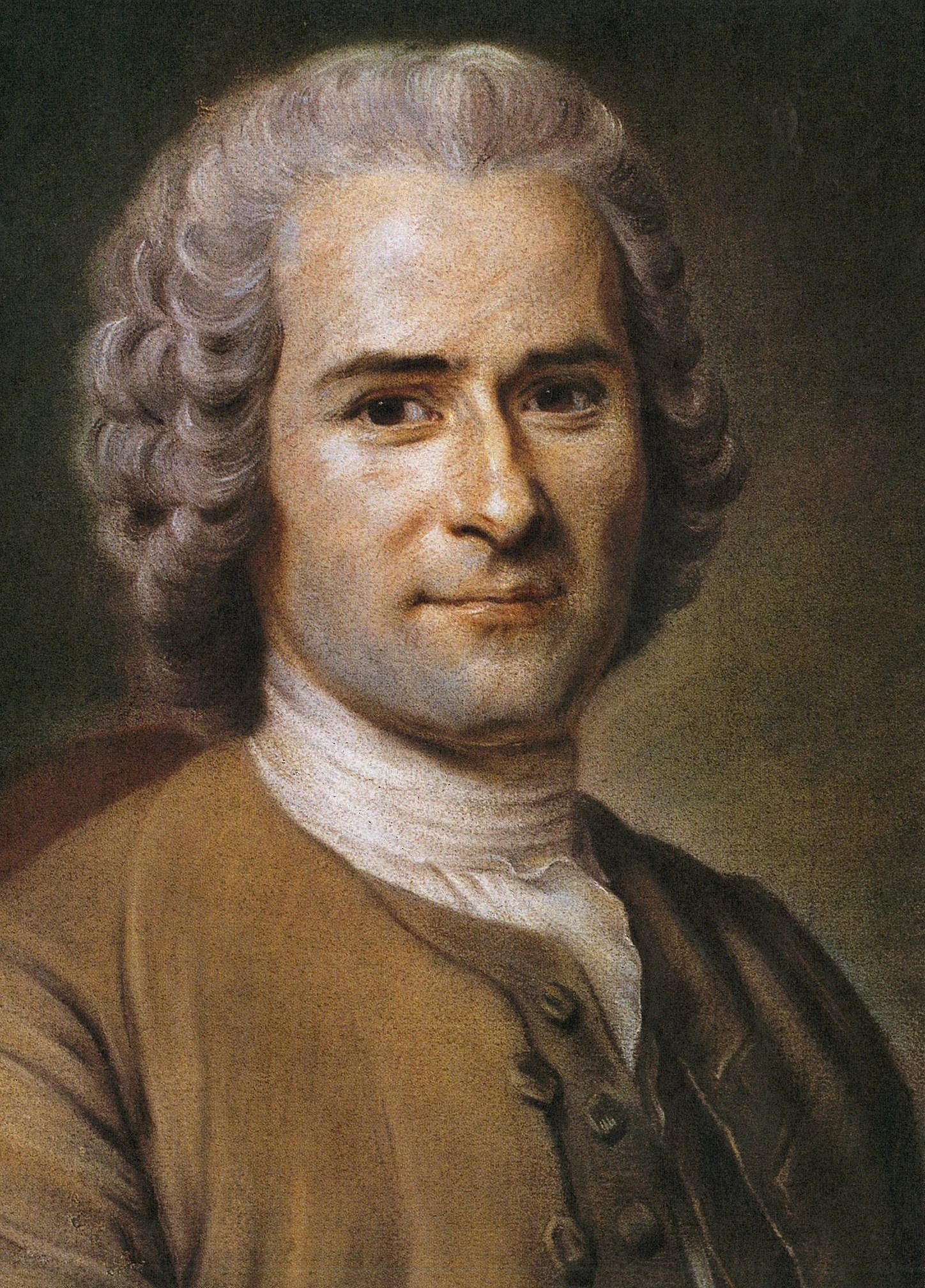
Portrait de Jean-Jacques Rousseau

Dans sa version française, développée en particulier sous la plume de Jean-Jacques Rousseau et de son concept de la volonté générale, le républicanisme défend le principe de souveraineté populaire et de participation populaire en vue de l'intérêt général. Au XVIIIe siècle, il s'oppose à la souveraineté absolue, puis, après la tentative d'évasion de Louis XVI arrêté à Varennes, il s'oppose directement à la monarchie. Il perdra de la vitesse au début du XIXe siècle avec l'entrée dans l'industrialisation où on estimera que les contraintes « éthiques » du républicanisme ne sont plus d'actualité avec la recherche accrue du profit. Cependant, au milieu du XXe siècle, il intègre une perspective individualiste, c'est-à-dire qu'il présume que les individus recherchent leur bonheur plutôt que la participation politique pour elle-même, et se renouvelle de façon à trouver pleinement sa place dans la pensée politique moderne et contemporaine.

## Le républicanisme aujourd'hui

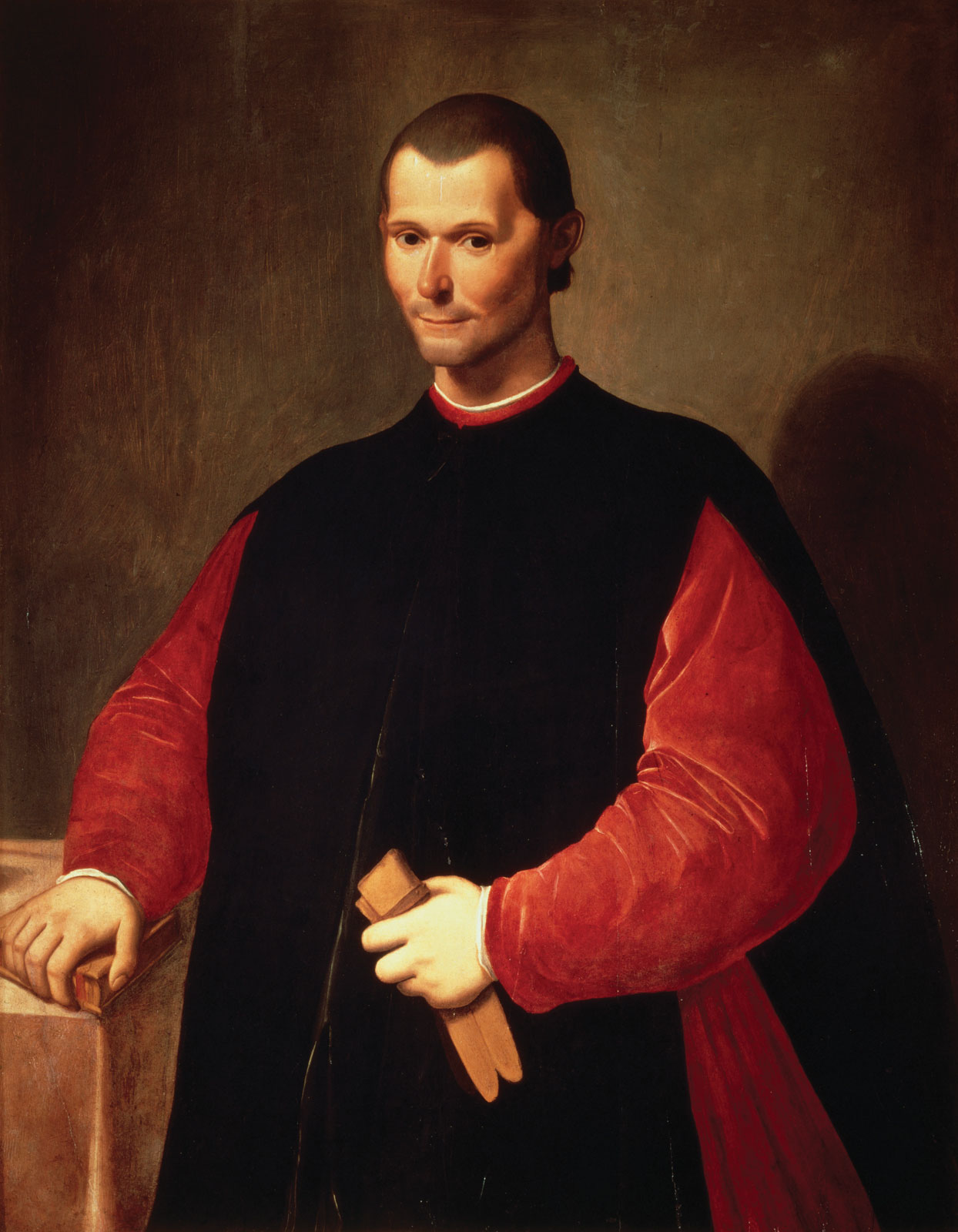
Portrait de Nicolas Machiavel

Par conséquent, outre les penseurs historiques reconnus comme appartenant au républicanisme : Machiavel (Discours sur la Première Décade de Tite Live), Harrington (Oceana) ou les penseurs de la Révolution française, actuellement l'Irlandais Philip Pettit, l'Anglais Quentin Skinner, les italiens Maurizio Viroli, Sauro Mattarelli ou les Français Jean-Fabien Spitz et Patrick Savidan appartiennent à ce courant. Le républicanisme contemporain peut prendre des voies relativement diverses. Ces diverses voies sont incarnées par Hannah Arendt, Michael Sandel, Charles Taylor, Iseult Honohan, Philip Pettit, John Maynor, entre autres.
L'histoire du républicanisme a été profondément révisée depuis les années 1970 et les travaux de J. G. A. Pocock et Quentin Skinner, qui en retracent le parcours depuis l'Antiquité jusqu'au XVIIIe siècle, en passant par l'Italie de la Renaissance et l'Angleterre du XVIIe siècle. En 2007, Paul Baquiast et Emmanuel Dupuy, appuyés sur une équipe internationale d'une trentaine d'universitaires et d'acteurs engagés, ont établi une photographie de l'idée républicaine en Europe et dans le monde -

### Néorépublicanisme
On appelle néorépublicanisme l'ensemble des formes de républicanisme qui est né vers la fin du XXe siècle sous l'impulsion, notamment, du philosophe américain d'origine irlandaise Philip Pettit. Le néo-républicanisme est le nom donné au courant en philosophie politique issu des efforts de relecture, dans les années 1990, de l'histoire et des concepts du républicanisme pour les appliquer à des enjeux contemporains. Inspiré par des travaux d'historiens comme J. G. A. Pocock, Skinner sur l'histoire du républicanisme (parfois appelé l'école de Cambridge). Inspiré par ces travaux, des chercheurs comme Michael Sandel (qui a plus tard pris ses distances du républicanisme pour se tourner vers le communautarisme), Philip Pettit, Cass Sunstein, Frank Lovett ont développé une conception de la liberté comme non-domination. Pour réaliser cette non-domination, il serait nécessaire d'instaurer un gouvernement du peuple par le peuple structuré par des mécanismes permettant aux individus de contester les décisions s'appliquant à eux.

### Les diverses formes du républicanisme

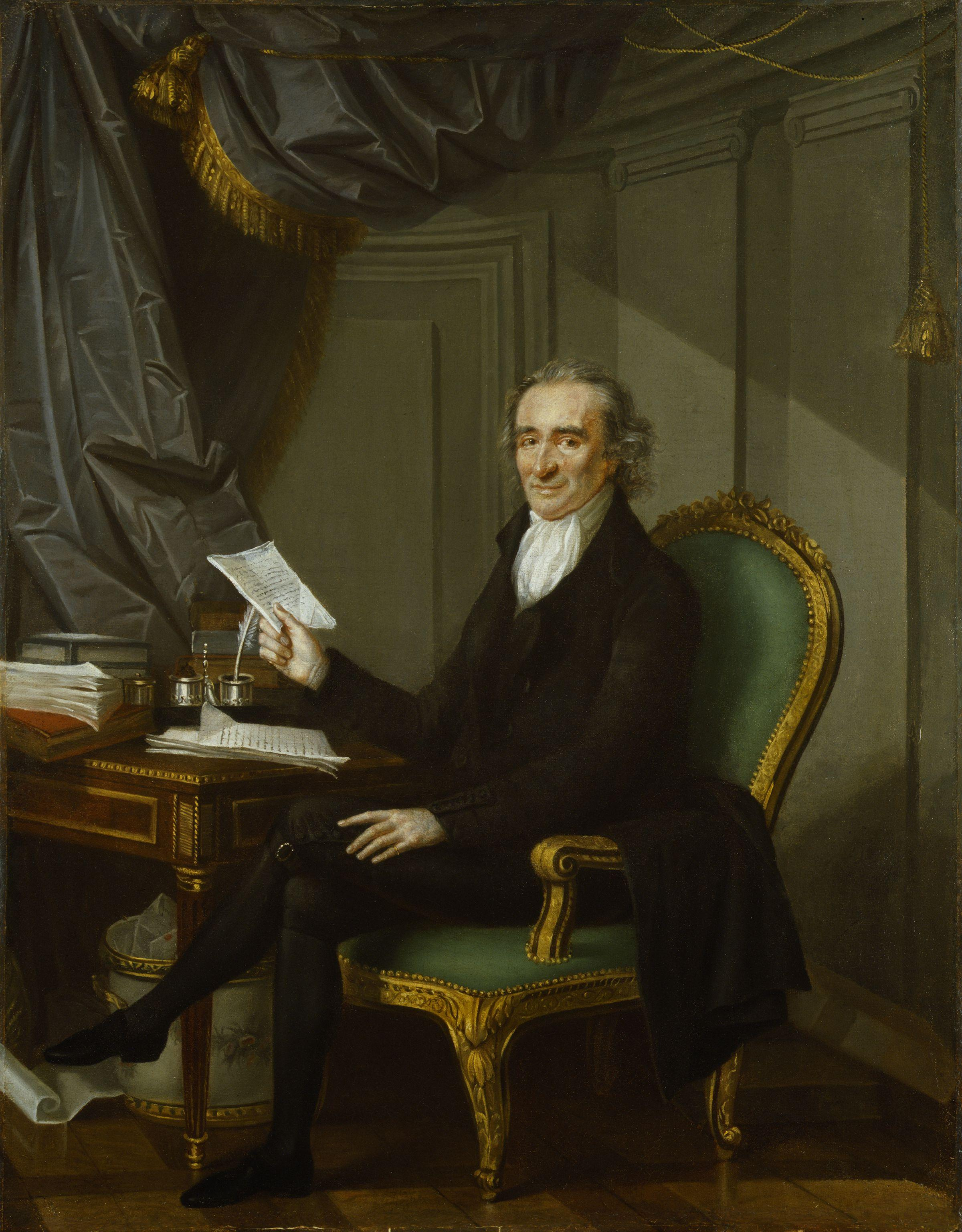
Portrait de Thomas Paine

Le néo-républicanisme a participé à l'émergence de plusieurs théories cherchant à fonder des alternatives post-socialistes aux critiques de la société de marché par la gauche. Dans la lignée rawlsienne, de nombreux philosophes ont développé des théories républicaines de l'économie visant à défaire l'individu de la domination issue de causes économiques. D'autres défendent l'idée que les principes fondamentaux du républicanisme mènent nécessairement à défendre le revenu de base, notamment parce que l'autonomie économique est une condition de la liberté. C'est une idée que le néo-républicanisme a reprise du républicanisme classique (notamment par Cicéron) et qui a été reprise tout au long de son histoire. Thomas Paine, un personnage important de l'indépendance américaine a écrit un pamphlet défendant directement le principe du revenu de base Agrarian Justice. L'idée étant que la liberté n'est possible que si l'individu n'est pas dépendant des autres pour sa survie. Cette dépendance aurait tôt fait de soumettre l'individu à l'arbitraire d'un autre et ainsi d'aller à l'encontre de la conception de la liberté républicaine. C'est pourquoi, selon lui, il était nécessaire de donner à chaque individu un revenu de base pour qu'il puisse survivre. À ce titre, une allocation universelle, un revenu de base ou une autre forme de distribution inconditionnelle d'une part de la richesse générale est populaire chez les républicains.
Le néo-républicanisme de l'école de Cambridge a reçu plusieurs critiques, notamment concernant son élitisme. Le républicanisme de Pocock, Skinner et sa version raffinée par Pettit considère le gouvernement mixte et représentatif comme étant l'institution la plus cohérente avec le républicanisme. Or, des auteurs comme John McCormick ou Nadia Urbinati rejettent cette insistance sur des structures insensibles aux enjeux de classe et de pouvoir. Dans Machiavellian Democracy, John McCormick reprend la conception néo-républicaine de la liberté comme non-domination, mais propose des mécanismes sensibles aux disparités de pouvoir (notamment économique). Toute une tradition républicaine s'est développée autour du projet de développer une théorie républicaine de l'économie.
Considérant que le républicanisme a pour valeur centrale l'autonomie des individus et des communautés, il a fortement influencé d'autres mouvements politiques, notamment le mouvement municipaliste.

#### Républicanisme commercial et républicanisme du travail
Le républicanisme contemporain s'est rapidement transformé et a pris plusieurs chemins parfois opposés. Ce développement vient du fait que les auteurs de ce courant s'inspirent de la longue histoire républicaine et prennent certaines de ses idées pour les réinterpréter à la lumière du contexte contemporain.
Le républicanisme commercial est une forme du républicanisme donnant une place importante aux mécanismes de marché. Selon lui, le développement de marché compétitif est quelque chose qui a permis de lutter efficacement contre l'arbitraire. Le marché est compris par les auteurs de ce courant comme un mécanisme capable de défaire l'individu de l'arbitraire des puissants, des propriétaires. S'il existe un marché du travail, alors il est possible de changer d'occupation sans avoir à rester soumis à un même employeur. S'il existe un marché des relations amoureuses, il est possible de se défaire de l'arbitraire des mariages arrangés et des relations pour la vie. L'idée fondamentale sur quoi ce courant se tient est le mal causé par les monopoles de pouvoir, qu'ils soient l'affaire d'un industriel, d'un monarque ou d'un syndicat. Il faut rendre les économies compétitives, rendre le mouvement le plus aisé possible, diminuer le coût des transactions, des échanges, etc. C'est ainsi que, selon eux, nous réaliserons l'idéal de liberté républicaine, l'absence de domination.
Le républicanisme du travail est une forme de républicanisme défendant l'idée que la liberté républicaine n'est réellement atteignable qu'en structurant la vie économique autour d'institutions démocratiques où le pouvoir est partagé, notamment des coopératives de travail ou de consommation. Ce courant s'inspire de l'idée centrale du républicanisme classique, tiré de Cicéron, selon laquelle l'individu réellement libre est autonome, autrement dit, il n'est pas salarié, ne s'efforce pas dans un travail servile, mais s'occupe plutôt des tâches nobles comme l'implication politique. Le salaire est alors compris comme quelque chose de servile. Les républicains du travail considèrent que depuis l'époque moderne, la liberté est menacée par l'esclavage salarial, c'est-à-dire l'idée qu'un individu puisse tomber dans une situation où il doive se soumettre à la volonté arbitraire d'un employeur et donc à un salaire pour survivre.

## Idées centrales

### La liberté républicaine
Le républicanisme est une conception de la liberté qui met au cœur de sa réflexion l'absence de domination. C'est en diminuant la domination que subit l'individu que l'on peut acquérir la liberté. Il est important de noter que le républicanisme n'affirme pas que la liberté est un bien en soi. C'est un bien intermédiaire qui permet l'acquisition d'autres biens. C'est en ce sens que le républicanisme peut être considéré comme compatible avec le libéralisme. La conception de la liberté républicaine est relationnelle, c'est-à-dire qu'elle n'existe qu'en relation avec d'autres. C'est une liberté politique.
Pettit utilise une heuristique du regard pour illustrer l'effet de la liberté républicaine. Être libre au sens républicain peut s'imaginer comme une situation où l'individu peut regarder les autres individus droit dans les yeux. Il n'a pas à avoir peur de l'autre, il n'a pas non plus à lui plaire. Il n'est peut-être pas égal à lui en richesse, en honneur ou en d'autres biens, mais il ne lui est pas inégal au point d'être contraint à le servir ou à lui plaire pour survivre.

### Républicanisme et séparation des pouvoirs
Une caractéristique importante d'une grande partie des théories républicaines tient à la séparation des pouvoirs. La séparation des pouvoirs n'est cependant pas une idée partagée par l'ensemble des républicains, et il est pertinent de noter que le républicanisme n'est pas nécessairement lié à l'idéal démocratique,bien que ça soit souvent le cas.

### Républicanisme et libéralisme
En règle générale, dans les débats de philosophie politique contemporaine, on peut dire qu'il s'oppose, parfois frontalement, parfois dans un rapport plus correctif, au libéralisme politique. En effet, le libéralisme politique défend une philosophie du sujet rationnel, "désengagé" de ses appartenances héritées, et demande que ce sujet soit libre, c'est-à-dire, pour le libéralisme, qu'il ne subisse pas d'interférence quand il use de sa raison pour faire des choix n'engageant que son mode de vie. Le rôle du droit et de l'État est de préserver cette liberté, considérant qu'il existe un espace individuel sur lequel l'espace social ne doit avoir aucun pouvoir.
Le républicanisme pour sa part comprend le sujet et sa liberté différemment. Il fait une place le plus souvent aux caractéristiques sociales des individus (Charles Taylor, Philip Pettit, John Maynor), comme son statut professionnel, son genre, sa culture - mais pas toujours (Hannah Arendt). Puis il pose la non-domination comme définition du principe de liberté. Pour lui, il faut jouir d'un statut social qui assure au citoyen une indépendance à l'égard d'autrui : « Pour faire un républicain, il faut prendre l'être humain si petit et si humble qu'il soit, un enfant, un adolescent, une jeune fille ; il faut prendre l'homme le plus inculte, le travailleur le plus accablé par l'excès de travail, et lui donner l'idée qu'il faut penser par lui-même, qu'il ne doit ni foi ni obéissance à personne. », Ferdinand Buisson, 1887.

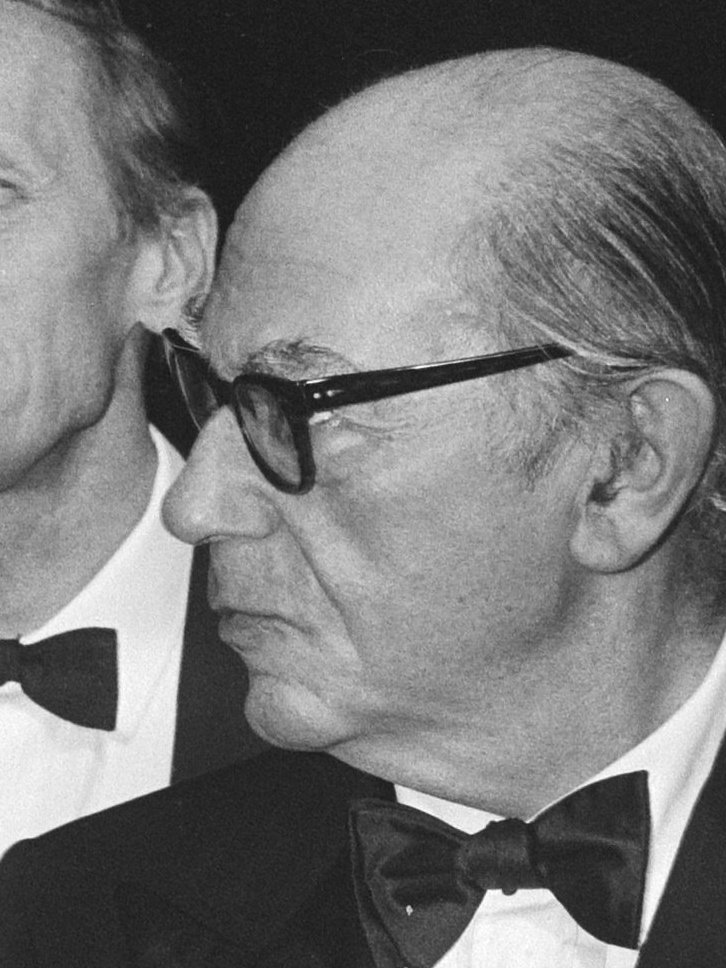
Portrait d'Isaiah Berlin

Le néorépublicanisme de Pettit se présente souvent comme une tentative de trouver un espace médian entre la liberté négative considérée comme absence d'interférence et la liberté positive conçue comme participation active à la chose publique. Pettit présente Isaiah Berlin: son libéralisme comme le penseur central de la liberté comme non-interférence et cherche à s'en défaire. Il refuse cependant aussi d'être lié à la tradition classique considérant que la liberté implique le devoir de participation à la vie publique (thèse défendue notamment par Hannah Arendt). Pour lui, la liberté républicaine ne doit pas impliquer de devoir fort, mais aussi ne pas non plus considérer que la liberté n'est pas une affaire de relations entre les individus, une affaire de pouvoir. C'est en ce sens qu'il considère que la liberté républicaine se trouve entre la liberté positive et négative.
Le républicanisme reconnaît un rôle essentiel à l'État comme garant de la non-domination. Il pose, en effet, qu'une règle sociale (loi) peut être génératrice de liberté (liberté de réunion et liberté de la presse). En ce sens, il distingue entre les interférences, ce que le libéralisme ne fait pas : il y a des interférences légitimes (comme celles de la loi, lorsque celle-ci vise à assurer la non-domination), et des interférences arbitraires, qui doivent être combattues parce qu'elles sont arbitraires, et non parce qu'elles interfèrent. Il définit un état contrôlé par ses citoyens et où la loi émane d'eux, à travers leurs représentants. L'électeur a pour « devoir » d'essayer de sélectionner les candidats aux élections en fonction, non pas de son intérêt personnel, mais en fonction de leurs aptitudes à défendre le bien commun. Les gouvernants, quant à eux, dans cette philosophie, doivent prendre des décisions visant le bien commun, l'intérêt général. S'il y a divergence sur ce bien commun, il faut alors en débattre. Ce courant est donc empreint d'exigences éthiques.
Dans le débat politique contemporain, le philosophe John Rawls, qui est un penseur majeur du libéralisme politique, s'est rapproché d'une certaine voie républicaine, qu'il appelle le « républicanisme politique », et qui insiste moins sur les valeurs politiques communes pour préférer constituer la non-domination comme la seule « chose publique » (res publica), le seul « bien commun » (chez Pettit en particulier). Sa théorie de la justice se rapproche des valeurs républicaines. Les auteurs varient cependant sur des points tels que la laïcité, le fédéralisme, ou la forme de la République.

## Par pays

### Québec
Depuis quelques années, l’étude du républicanisme au Québec a connu une renaissance, à la faveur de travaux qui ont mis en lumière l’existence d’une tradition qui, si cachée qu’elle fût, n’en a pas moins décliné l’idée de république tout au long des XIXe et XXe siècles. Ces travaux ont repris pour une large part les schémas d’analyse de l’école historique inaugurée par John G. A. Pocock et Quentin Skinner. Il apparaît maintenant clair, grâce aux travaux de l’historien Louis-Georges Harvey et du sociologue Stéphane Kelly, que les élites du Bas-Canada qui tentèrent de se trouver une place dans le gouvernement colonial puis de se rebeller contre lui entre 1819 et 1840 ont emprunté à l’imaginaire et aux arguments du Country party en Grande-Bretagne et des révolutionnaires américains. Bien que le projet politique des Patriotes ait échoué en 1837-38, leur discours républicain a survécu à la répression coloniale et à l’hégémonie de l’Église catholique et continué d’imprégner, sous des appellations et des mouvements divers, les débats politiques au Bas-Canada, puis au Québec jusqu’au début de la Révolution dite « tranquille », que l’on situe au début des années 1960. Ce renouveau de l'étude du républicanisme au Québec permet d'interroger autrement l'histoire politique du Québec et le développement des idéologies, en rompant avec les vieux schémas qui divisaient les idées suivant les oppositions tradition/modernité ou libéralisme/conservatisme. Ce renouveau permet notamment de rejeter l'application au Canada français de la théorie du fragment, inspirée de l'Américain Louis Hartz, qui lie l'essor des idéologies dans une société à son contexte colonial, suivant qu'il fut absolutiste ou déjà acquis au libéralisme. Ainsi, plusieurs générations d'historiens n'ont eu de cesse de voir dans la Nouvelle-France un régime absolutiste et féodal, qui prédisposait mal les Canadiens français à bien user des institutions démocratiques. Une relecture républicaine de l'histoire de la Nouvelle-France permet au contraire d'y déceler un régime assez proche de l'idéal français de la monarchie tempérée doublé d'un espace social de libertés assez étonnant pour l'époque. Outre l'étude de l'histoire du régime français, le renouveau de l'étude du républicanisme a ouvert d'autres pistes d'analyse : l'inscription du Québec dans un monde atlantique de discours politique, la genèse de l'idée de constitution, la culture du citoyen-soldat et le rapport des intellectuels québécois au libéralisme français au début du XXe siècle. Le juriste et politologue Marc Chevrier s'est employé à esquisser les traits d'une République à la québécoise à fonder en retraçant dans l'histoire politique du Québec les bases d'une tradition bien ancrée, mais pourtant oubliée. Le politologue Danic Parenteau a tenté de montrer qu'il existe une « pratique sociale d'inspiration républicaine fort répandue et enracinée dans l'imaginaire collectif québécois », même si celle-ci n'a jamais été pleinement assumée par les Québécois eux-mêmes. Par ailleurs, cet intérêt nouveau pour l'idée de république au Québec a alimenté la réflexion sur l'avenir politique du Québec et notamment sur l'adoption d'une véritable constitution écrite d'un État ou d'une république du Québec.

### États-Unis
Le républicanisme est intimement lié à l'histoire américaine. Non seulement ce pays a-t-il été conçu dans une perspective de gouvernement républicain, mais son histoire est traversée par les tensions inhérentes aux idéaux républicains. Le républicanisme est notamment aux fondements de la Déclaration d'indépendance des États-Unis, de leur constitution, de la Déclaration des droits ou encore du discours de Gettyburg.
À la suite de la guerre de Sécession, un retour du républicanisme est apparu dans le discours syndical. En effet, les chevaliers du travail avaient développé un vocabulaire très près de celui du républicanisme. C'est une forme du républicanisme qui a, a posteriori, pris le nom de républicanisme du travail. C'est-à-dire un courant du républicanisme cherchant à libérer les travailleurs de la domination arbitraire des détenteurs de capitaux, dans le contexte américain post-guerre civile, les grands industriels et les grands propriétaires.

### Chine
La Chine a été significativement inspirée par le vocabulaire républicain à la fin du XIXe et au début du XXe siècle, via le Japon. Les concepts de liberté (自由 : zi you), de constitutionnalisme (宪政 : xian zheng), de souveraineté populaire (民权 : min quán), de république (共和 : gong he), de citoyen (国民 : guo min) et de vertu civique ont eu un impact tel qu’il n’est pas précis de seulement parler de républicanisme chinois,.

### France

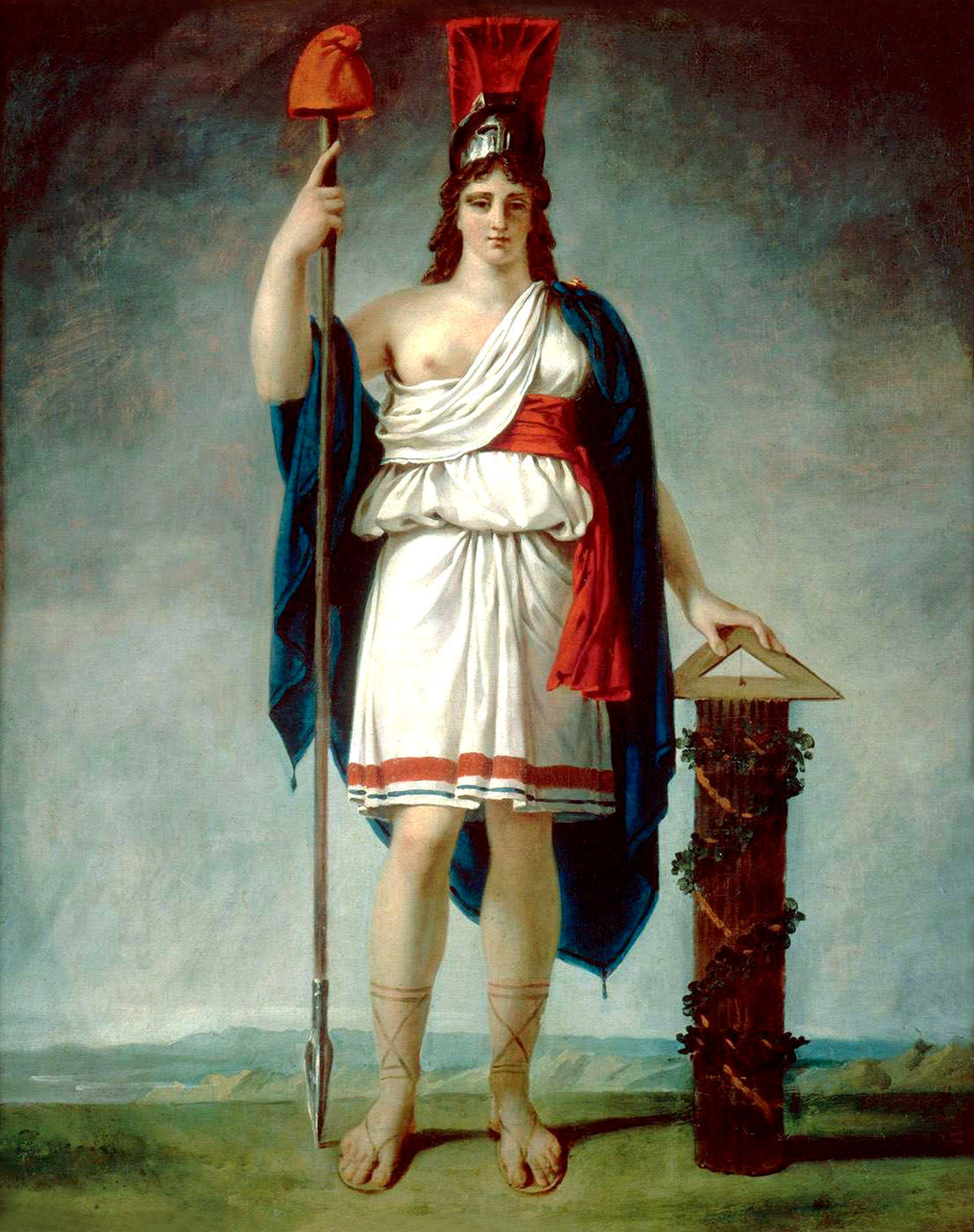
Allégorie de la première République Française par Antoine-Jean Gros. Le bonnet phrygien rouge est un symbole du républicanisme français.

Dans le paysage politique français, la quasi-totalité des partis ou mouvements font référence à la république sociale[pas clair],[non neutre] après la faillite de l'État soviétique et l'échec du « socialisme réel » : la Gauche républicaine et socialiste, le Parti radical de gauche, le Parti de gauche fondé par l'ex-socialiste Jean-Luc Mélenchon… Mais la droite également, pour se distinguer de l'extrême droite, se qualifie souvent de « droite républicaine » tout comme le parti politique français Les Républicains. On trouve au sein de ces mouvements de droite des références au républicanisme, mais provenant aussi de la droite nationaliste, souvent teintées d'autres valeurs : gaullisme, conservatisme, souverainisme…
L'idéologie du républicanisme est assez vaste en France sans qu'elle se mélange ou se confonde avec d'autres idées : libéralisme politique, multiculturalisme, universalisme républicain, autoritarisme républicain, communautarisme…
Certains philosophes comme Denis Collin effectuent une synthèse entre ce courant et un marxisme critique. Le triptyque Liberté, Égalité, Fraternité (ou communauté chez Pettit) découle pour les philosophes de ce courant de la définition de la liberté comme non-domination. L'égalité devient alors la garantie d'une absence d'arbitraire, qui permet la liberté.
Dates importantes[Pour qui ?] de la République française
- 1789 : Déclenchement de la Révolution française
- 1792 : Proclamation de la Ire République (1792-1804)
- 1848 : Proclamation de la IIe République (1848-1852)
- 1870 : Proclamation de la IIIe République (1870-1940)
- 1875 : Adoption des lois constitutionnelles de la IIIe République
- 1881 : Liberté de réunion et de la presse ; gratuité de l'enseignement primaire
- 1884 : École gratuite, laïque et obligatoire ; liberté syndicale (dont la loi porte le nom de son auteur, le ministre libéral Waldeck-Rousseau)
- 1901 : Loi sur les associations ; formation du premier parti politique officiel de l'Histoire française (Parti républicain, radical et radical-socialiste)
- 1905 : Loi de séparation de l'Église et de l'État
- 1946 : Proclamation de la IVe République (1946-1958)
- 1958 : Proclamation de la Ve République, actuellement en vigueur

### Irlande
Le Fianna Fáil, parti au pouvoir en république d'Irlande, se considère comme parti républicain, dans le sens où il est pour l'unité de l'Irlande.

### Japon
Le républicanisme s'est exprimé au Japon très tôt, au cours des années 1870-1880, dans le cadre du Mouvement pour la liberté et les droits du peuple (Jiyû minken undô 自由民権運動), au cours duquel les idées de liberté (jiyû 自由), égalité (byôdô 平等), la connaissance des libertés fondamentales et du régime républicain en tant que tel (kyôwakoku 共和国) se sont diffusées. Le penseur Nakae Chômin (1847-1901) joua un rôle central en la matière en traduisant Du contrat social de Jean-Jacques Rousseau et plusieurs textes de républicains français des années 1860-1870. Le régime impérial s'établit en 1889 sur la base de la répression de ce mouvement et il faut attendre 1945 et la démocratisation pour voir ressurgir un nouvel intérêt pour le républicanisme.

### Royaume-Uni
Au Royaume-Uni, le républicanisme est un mouvement politique qui vise à supprimer la monarchie britannique pour la remplacer par une république à la tête de laquelle les chefs d'État ne se succéderaient plus de façon héréditaire. Il y a aussi des républicains sécessionnistes en Écosse et au pays de Galles, et des républicains irlandais en Irlande du Nord, qui[Qui ?] veulent établir une république indépendante de l'Angleterre.

### Australie
Il existe un désintérêt général de la population australienne pour la monarchie britannique. Avoir pour chef d’État un monarque britannique sans rôle  institutionnel ni aucune présence régulière dans le pays, paraît au contraire absurde. Ce fossé s'est creusé davantage à la mort d'Élisabeth II. Depuis le couronnement de Charles III, le Premier ministre Anthony Albanese, républicain convaincu, multiplie les interventions appellant à passer à la République. Selon un sondage, plus de 60% des Australiens revendiquent leur droit à choisir eux-mêmes leur chef d’État.